# Paranisopodus granulosus
Paranisopodus granulosus là một loài bọ cánh cứng trong họ Cerambycidae.